# Klouékanmè
Klouékanmè è una città situata nel dipartimento di Kouffo nello Stato del Benin con 110 610 abitanti (stima 2006).